# Terry Bogard
Terry Bogard is een personage in de Fatal Fury-serie van computerspellen ontwikkeld door SNK. Het personage verscheen voor het eerst in het spel Fatal Fury: King of Fighters in 1991.
Bogard werd een van de hoofdpersonages in de Fatal Fury-serie en verscheen daarnaast ook in de aanverwante vechtserie The King of Fighters en een animefilm.

## Personage
Terry Bogard is een Amerikaanse vechter die meedoet met het King of Fighters-toernooi om tegen de moordenaar van zijn vader, Geese Howard, te vechten. Nadat hij wint, wordt Terry de pleegvader van Howards zoon Rock.
SNK ontwierp Terry aanvankelijk als machovechter. Zijn ontwerp werd na acht jaar gewijzigd voor Garou: Mark of the Wolves, waar hij qua karakter meer vreedzamer is. Hierdoor moest ook zijn ontwerp worden gewijzigd voor The King of Fighters.
Qua uiterlijk is Bogard gekleed in een spijkerbroek, een wit hemd met rood jack en petje, en rood/witte sportschoenen. Hij is gespecialiseerd in de vechtkunsten mixed martial arts en hakkyoku seiken. Zijn vader is Jeff Bogard en zijn broer is Andy Bogard.
Het personage werd positief ontvangen en steeg al snel in populariteit. Dit leidde ertoe dat SNK ook een vrouwelijke versie van Terry ontwierp, die echter gemengd in de smaak viel. Men prees de persoonlijkheid en aanvallen van Terry, en zijn ontwikkeling van Fatal Fury naar King of Fighters. Terry Bogard werd een iconisch personage voor SNK en verscheen vaak prominent in promotiemateriaal en merchandise.

## In andere spellen
Terry Bogard verscheen ook in andere spellen als speelbaar personage, zoals in The King of Fighters, Capcom vs. SNK en Super Smash Bros. Ultimate.